# نارلی‌اورن (یومورتالیک)
نارلی‌اورن (به ترکی استانبولی: Narlıören) یک منطقهٔ مسکونی در ترکیه است که در یومارتالیک واقع شده‌است.